# Diamond Dallas Page
Page Joseph Falkinburg Jr. (Point Pleasant (New Jersey), 5 april 1956), beter bekend als Diamond Dallas Page, is een Amerikaans voormalig professioneel worstelaar en acteur die bekend is van World Championship Wrestling (WCW), World Wrestling Federation (WWF) en Total Nonstop Action Wrestling (TNA).

## In het worstelen
- Finishers
  - Belly to back inverted mat slam
  - Diamond Cutter

- Signature moves
  - Discus clothesline
  - Inverted atomic drop
  - Russian legsweep
  - Spinning sitout powerbomb pin
  - Swinging neckbreaker

- Managers
  - Kimberly Page

## Prestaties
- Pro Wrestling Illustrated
  - PWI Most Improved Wrestler of the Year (1996)
  - PWI Feud of the Year (1997) vs. Macho Man Randy Savage
  - PWI Most Hated Wrestler of the Year (1999)

- Swiss Wrestling Federation
  - SWF Heavyweight Championship (1 keer)

- World Championship Wrestling
  - WCW United States Heavyweight Championship (2 keer)
  - WCW World Heavyweight Championship (3 keer)
  - WCW World Tag Team Championship (4 keer; Kevin Nash (2x) en Chris Kanyon & Bam Bam Bigelow (2x))
  - WCW World Television Championship (1 keer)

- World Wrestling Federation
  - WWF European Championship (1 keer)
  - WWF Tag Team Championship (1 keer met Kanyon)

- Wrestling Observer Newsletter awards
  - Best Wrestling Maneuver (1997) Diamond Cutter
  - Most Improved Wrestler (1996)
  - Worst Gimmick (2001)

## Filmografie

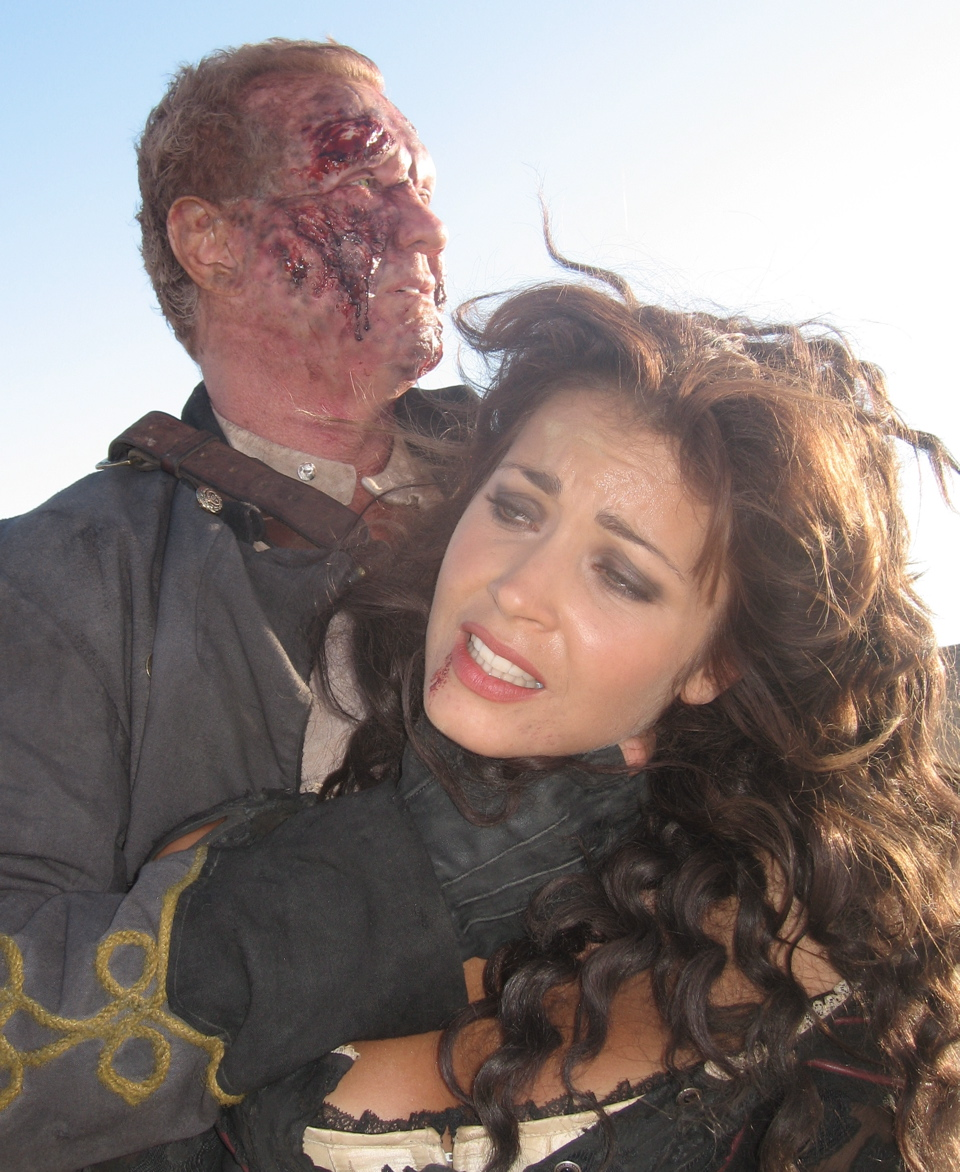
DDP als Scorpius in Gallowwalker

## Biografie
- Genta, Larry and Page, Diamond Dallas (2000) Positively Page, ISBN 0-9679922-0-6
- Aaron, Craig and Page, Diamond Dallas (2005) Yoga for Regular Guys: The Best Damn Workout on the Planet, ISBN 1-59474-079-8